# Evansville (Minnesota)
Evansville es una ciudad ubicada en el condado de Douglas en el estado estadounidense de Minnesota. En el Censo de 2010 tenía una población de 612 habitantes y una densidad poblacional de 299,87 personas por km².

## Geografía
Evansville se encuentra ubicada en las coordenadas 46°0′22″N 95°41′17″O / 46.00611, -95.68806. Según la Oficina del Censo de los Estados Unidos, Evansville tiene una superficie total de 2.04 km², de la cual 2.03 km² corresponden a tierra firme y (0.51%) 0.01 km² es agua.

## Demografía
Según el censo de 2010, había 612 personas residiendo en Evansville. La densidad de población era de 299,87 hab./km². De los 612 habitantes, Evansville estaba compuesto por el 97.88% blancos, el 0.16% eran afroamericanos, el 0.82% eran amerindios, el 0.49% eran asiáticos, el 0% eran isleños del Pacífico, el 0% eran de otras razas y el 0.65% pertenecían a dos o más razas. Del total de la población el 0.82% eran hispanos o latinos de cualquier raza.